# Ciudad de la Luz
Ciudad de la Luz vista do alto.
A Ciudad de la Luz e a Ciudad del Cine, situados no balneário de Agua Amarga (Alicante, Espanha), é um grande centro audiovisual de entretenimento, de 320,000 metros quadrados, dedicado ao mundo cinematográfico. Oferece ao visitante a possibilidade de conhecer, através de um passeio turístico e cultural, o funcionamento do ambiente de produção do cinema. Neste complexo de estúdios já trabalharam diretores como Francis Ford Coppola.
Em 2011 o complexo foi, finalmente, aberto para a visitação turística e de outras naturezas. O visitante tem a oportunidade ver de perto o ambiente onde é produzido muitas das super produções cinematográficas da Espanha. Acredita-se que o passeio pela Ciudad de la Luz se converta em uma atração turística de peso na região valenciana.

## Descrição
Trata-se de um complexo com 11.000 metros quadrados de sets de filmagens indoor, equipados com tecnologia de ponta; mais de 15.000 metros quadrados de armazéns e oficinas de construção de cenários; 16 hectares de área para filmagens externas e três edifícios com camarins, salas de maquiagem, salão e escritórios, além de todos os serviços de apoio à produção.

## Centro de Estudos Ciudad de la Luz
Integrado ao complexo industrial Ciudad de la Luz o Centro de Estudos Ciudad de la Luz é uma escola de cinema criada para suprir a demandas do setor audiovisual na região. Os estudantes da escola tem a oportunidade de vivenciar de perto o campo de trabalho e ter contato com os mais diversos profissionais da cena cinematográfica espanhola.
A instituição oferece o curso de graduação em comunicação audiovisual, direcionado a quatro perfis definidos: diretor e roteirista; produtor e gestor audiovisual; designer de produção; e pesquisador/docente. A escola conta ainda com o curso de mestrado, oferecido por meio de duas titulações: mestrado em direção artística e mestrado em edição e pós-produção.